# Du Maurier Open 1999
Die du Maurier Open 1999 waren ein Tennisturnier der WTA Tour 1999 für Damen in Toronto sowie ein Tennisturnier der ATP Tour 1999 für Herren in Montreal.

## Herren
→ Hauptartikel: du Maurier Open 1999/Herren

## Damen
→ Hauptartikel: du Maurier Open 1999/Damen